# Gotthilf Weisstein

Gotthilf Weisstein

Exlibris Weisstein

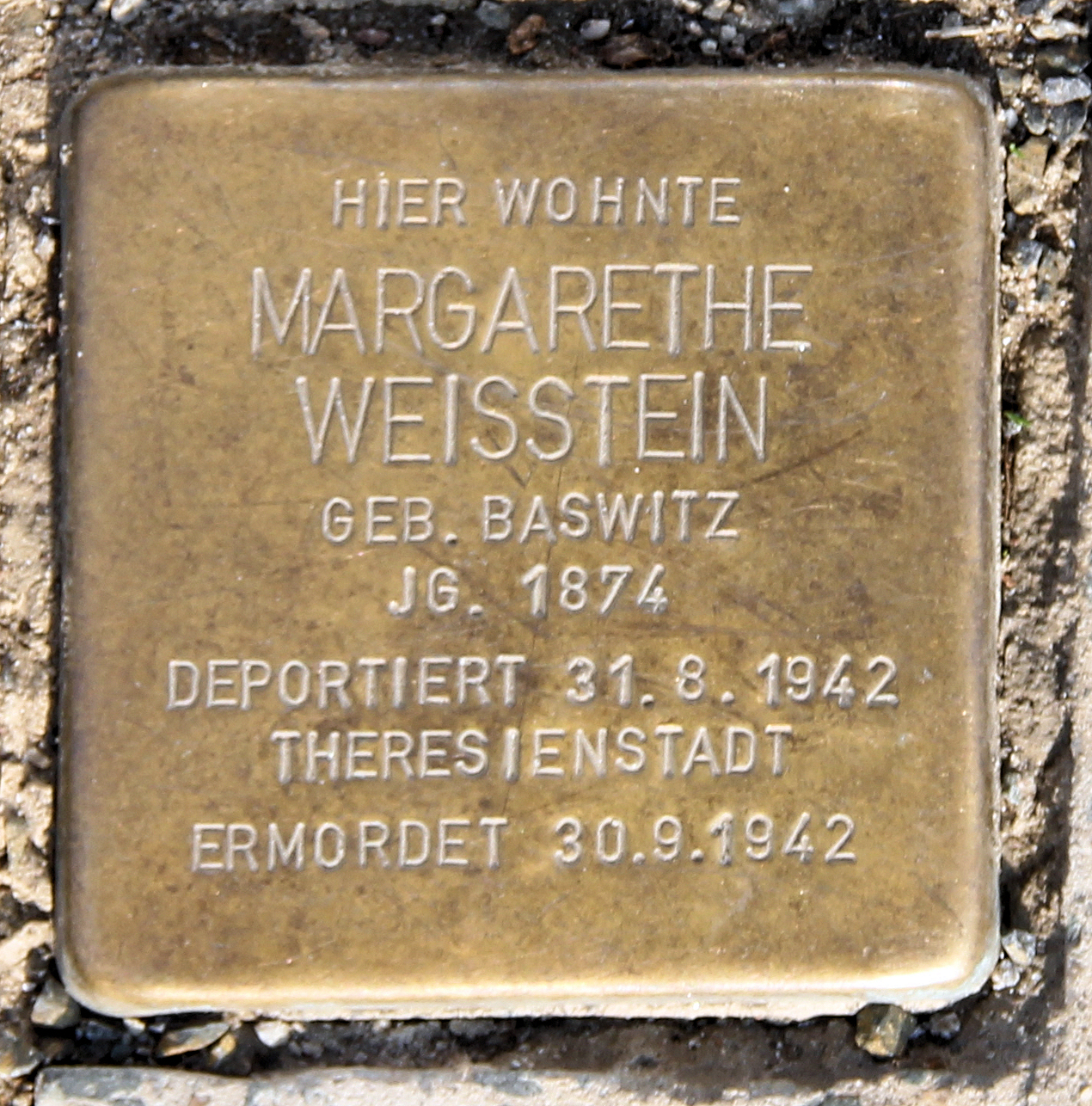
Stolperstein Badensche Str. 21 (Wilmd) Margarethe Weisstein

Grab auf dem Jüdischen Friedhof Berlin-Weißensee (Zustand 2007)

Gotthilf Weisstein (* 6. Februar 1852 in Berlin; † 21. Mai 1907 ebenda) war ein deutscher Journalist, Schriftsteller und Bibliophile.

## Leben
Weisstein war der Sohn eines Kaufmanns. Sein Onkel war der Sozialmediziner Salomon Neumann. Er besuchte die Grützmachersche Vorschule am Hausvogteiplatz und darauf das Königliche Französische Gymnasium, wo er 1870 das Abitur bestand. Er studierte in Berlin bei Moriz Haupt, Moritz Lazarus und Heymann Steinthal Klassische Philologie, Sanskrit und Philosophie, später Germanistik. Ein Promotionsvorhaben scheint missglückt zu sein. Weisstein gab seine Absicht, eine wissenschaftliche Laufbahn einzuschlagen, auf und wurde Journalist. Seine erste Redakteursstelle erhielt er bei der Stuttgarter Chronik, dann arbeitete er für das Stuttgarter Tagblatt, ab 1880 war er als ständiger Mitarbeiter des Berliner Tageblatts und der Tribüne beschäftigt, von 1884 bis 1887 war er neben Oscar Blumenthal Feuilletonredakteur und Theaterreferent des Berliner Tageblatts. Dann widmete er sich einige Zeit seinen abgebrochenen germanistischen Studien. Später arbeitete er für die National-Zeitung, für die er viele Kritiken, Essays und Feuilletons schrieb. Er gehörte neben Fedor von Zobeltitz und anderen 1899 zu den Gründungsmitgliedern der Gesellschaft der Bibliophilen in Weimar und des Berliner Bibliophilen Abends (1905).

## Werk
Er hat bedeutende Beiträge zur literaturgeschichtlichen Forschung geleistet (Goethe, Schiller, Kleist, Maler Müller, Karl Philipp Moritz u. a.). Berliner Geschichte und Theatergeschichte waren seine Spezialgebiete, viele seiner umfangreichen Feuilletons befassen sich mit altberliner Themen. Manches geplante Werk ist durch seinen frühen Tod nicht zustande gekommen, so eine „Geschichte des Berliner Humors“, eine Darstellung der Wirksamkeit des Berliner Theaterdirektors Döbbelin und eine Bibliographie deutscher Privatdrucke. Als bibliographisch gebildeter Sammler ging er, wie Fedor von Zobeltitz schreibt, „literarisch“ vor, und zog „auch das kurzlebig Gebliebene, Eintagsfliegen und Ephemerisches, in sein Bereich“ …, „wenn es ihm zur Charakteristik einer dramatischen Epoche wichtig erschien“. „Weisstein war … ein Aufspürer verschollener Rara mit wahrhaften Entdeckerinstinkten, wie ich sie später nur noch bei Schüddekopf gefunden habe“. (Zobeltitz)

## Bibliothek Weisstein
Seine umfangreiche Bibliothek wurde nach seinem Tode katalogisiert, von seinem Bruder, dem Baurat Herman Weisstein, 1923 als Vermächtnis an die Staatsbibliothek zu Berlin gegeben und dort von Hans Lindau, einem Sohn des Weissteinfreundes Paul Lindau, bibliothekarisch betreut. Durch Herman Weisstein wurden alle Bücher mit einem schlichten Exlibris versehen. Nach Hermans Tod 1924 ließ seine Witwe Margarethe Weisstein (möglicherweise schon unter dem Eindruck zunehmender antijüdischer Repressionen) die Bücher 1933 durch den Antiquar Martin Breslauer verkaufen. Ein kleiner Teil der Sammlung konnte von der Staatsbibliothek mit Geldern der Notgemeinschaft der deutschen Wissenschaft zurückgekauft werden, weitere 700 Bücher zur Theatergeschichte sind von der Clara-Ziegler-Stiftung (heute Deutsches Theatermuseum) gekauft worden. Heute tauchen Exemplare aus Weissteins Bibliothek häufig im Antiquariatshandel auf. Der Katalog erschien 1913 in 2 Bänden mit 9124 Eintragungen. Er ist noch heute ein informatives Nachschlagewerk für Drucke zur deutschen Theatergeschichte und für seltene Drucke der klassischen und romantischen Literaturepoche. Weissteins vermutlich umfangreicher Nachlass an Manuskripten und Briefen ist verschollen. Einzelstücke, wie z. B. eine Postkarte Fontanes an Weisstein, werden im Autographenhandel angeboten.
Weisstein wurde auf dem Jüdischen Friedhof in Berlin-Weißensee begraben. Auf seinem Grab steht das Distichon:
Viele erfreute Dein Geist und Deine stets fröhliche Rede.

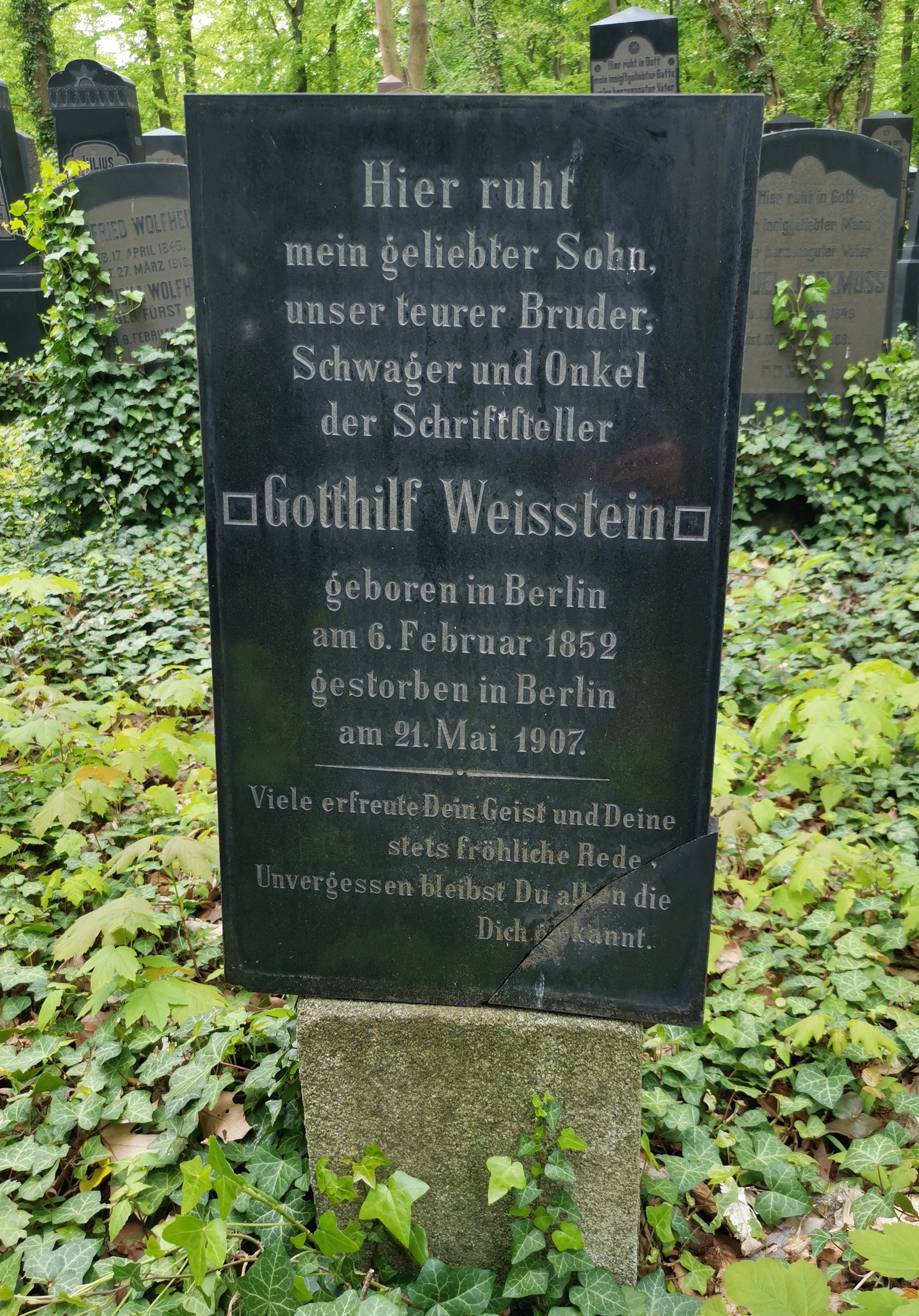
Grab nach Restaurierung (Zustand 2024)

Unvergessen bleibst Du allen, die Dich gekannt.

## Werke
- Mit Richard Nathanson: Paul Lindau. Eine Charakteristik. Stuhr, Berlin 1875.
- Beiträge zu Maler Müller's Lebensgeschichte. Mosse, Berlin 1883.
- Carl Philipp Moritz. Beiträge zu seiner Lebensgeschichte. Harrwitz, Berlin 1899.
- Freundesgaben für Karl Frenzel zu seinem goldenen Doktorjubiläum am 19. Februar 1903. Nationalzeitung, Berlin 1903.
- Des vergnügten Weinhändlers Louis Drucker's humoristischer Nachlaß (= Berliner Curiosa. Bd. 3, ZDB-ID 2014625-5). Neu herausgegeben, mit biographisch-kritischen Notizen versehen. Frensdorff, Berlin 1906.
- Meininger Erinnerungen. E. Meyer, Berlin 1906.
- Bibliothek Weisstein. Katalog der Bücher des verstorbenen Bibliophilen Gotthilf Weisstein.  2 Bände. Herausgegeben von Fedor von Zobeltitz. Im Auftrag des Königlichen Baurats Hermann Weisstein für die Gesellschaft der Bibliophilen. Drugulin, Leipzig 1913.
- Heitere Episoden aus der Geschichte des Theaterzettels (= Reprint im Luttertaler Händedruck. Bd. 3). Nach älteren Quellen und eigenen Sammlungen mitgeteilt von Gotthilf Weisstein. Luttertaler Händedruck, Bargfeld 2007, ISBN 978-3-928779-23-4.
- Berichte aus der Bücherwelt (= Edition im Luttertaler Händedruck. Bd. 11). Herausgegeben von Ulrich Goerdten. Luttertaler Händedruck, Bargfeld 2007, ISBN 978-3-928779-24-1.
- Alt-Berlin in Gotthilf Weissteins Feuilletons (= Berlinische Denkwürdigkeiten. Bd. 2). Herausgegeben von Ulrich Goerdten. Luttertaler Händedruck, Bargfeld 2007, ISBN 978-3-928779-25-8.

## Herausgeberschaft
- Don Carlos, der Infanterist von Spanien. Von Silvius Landsberger. Frensdorff, Berlin 1905. Digitalisat